# Orquesta Sinfónica Nacional de Chile
La Orquesta Sinfónica Nacional de Chile (también conocida por su sigla OSNCH) es una orquesta sinfónica chilena, fundada el 7 de enero de 1941. Es la principal agrupación sinfónica y de más larga trayectoria en el país, la primera creada como organización estatal permanente y duradera. Considerada Patrimonio Nacional, ha mantenido un alto prestigio por su calidad artística y por su difusión de la música de autores nacionales, clásicos y contemporáneos. La agrupación es uno de los cuerpos artísticos estables de la Universidad de Chile.

## Historia

### Antecedentes
Una gestión del violinista y director Armando Carvajal logró que el 6 de abril de 1926 la Municipalidad de Santiago dictara un decreto que creó la Orquesta Sinfónica Municipal. Esta iniciativa permitió que, hacia 1930, el Ministerio de Educación y la Universidad de Chile se interesaran en apoyar económicamente la creación de un organismo privado denominado Asociación Nacional de Conciertos Sinfónicos. La orquesta de esta institución ofrecía anualmente conciertos en Santiago, y posteriormente en todo el país, que con el tiempo se consideraron parte importante de la cultura nacional.

### Fundación
El 11 de octubre de 1940, el presidente de la República Pedro Aguirre Cerda promulgó la Ley 6.696, a través de la cual se creó el Instituto de Extensión Musical (IEM) entre cuyas funciones estaba la conformación y mantenimiento de una orquesta sinfónica, un coro y un cuerpo de baile en la Universidad de Chile. Tres meses después de su establecimiento este organismo fundó la Orquesta Sinfónica de Chile. 
El 7 de enero de 1941, bajo la batuta de Armando Carvajal, la Orquesta Sinfónica de Chile ofreció su primer concierto en el Teatro Municipal de Santiago. El repertorio incluyó obras de J.S. Bach, W. A. Mozart, R. Wagner y de los chilenos Enrique Soro, Pedro Humberto Allende y Alfonso Leng. Carvajal dirigió la agrupación hasta el año 1947. 
El sucesor fue el hasta entonces concertino Víctor Tevah, Director Titular entre 1947 y 1957. Luego dirigió la orquesta desde 1977 hasta 1985. Durante sus dos períodos se estrenaron más de cincuenta obras sinfónicas y sinfónico-corales de compositores chilenos. Las audiciones de obras nacionales llegaron a 227 y el número de obras ejecutadas sobrepasó las mil. El pianista chileno Claudio Arrau, considerado entonces como uno de los mejores pianistas del mundo, tocó como solista junto a la Orquesta en la Catedral Metropolitana de Santiago en 1984.
Directores de nivel internacional llegaron a dirigir la Sinfónica, como Leonard Bernstein, Erich Kleiber o compositores como Aaron Copland y Hector Villalobos. Una de las visitas más recordadas es la de Ígor Stravinski, quien en 1960 encabezó la interpretación de "La consagración de la primavera".
Durante sus más de sesenta años de existencia, la orquesta ha participado en giras por México, Perú, Alemania y España, y ha estrenado la inmensa mayoría de las obras orquestales chilenas del siglo XX, y comienzos del siglo XXI.
A contar de diciembre de 2016 se denomina Orquesta Sinfónica Nacional de Chile (OSNCH).

## Directores

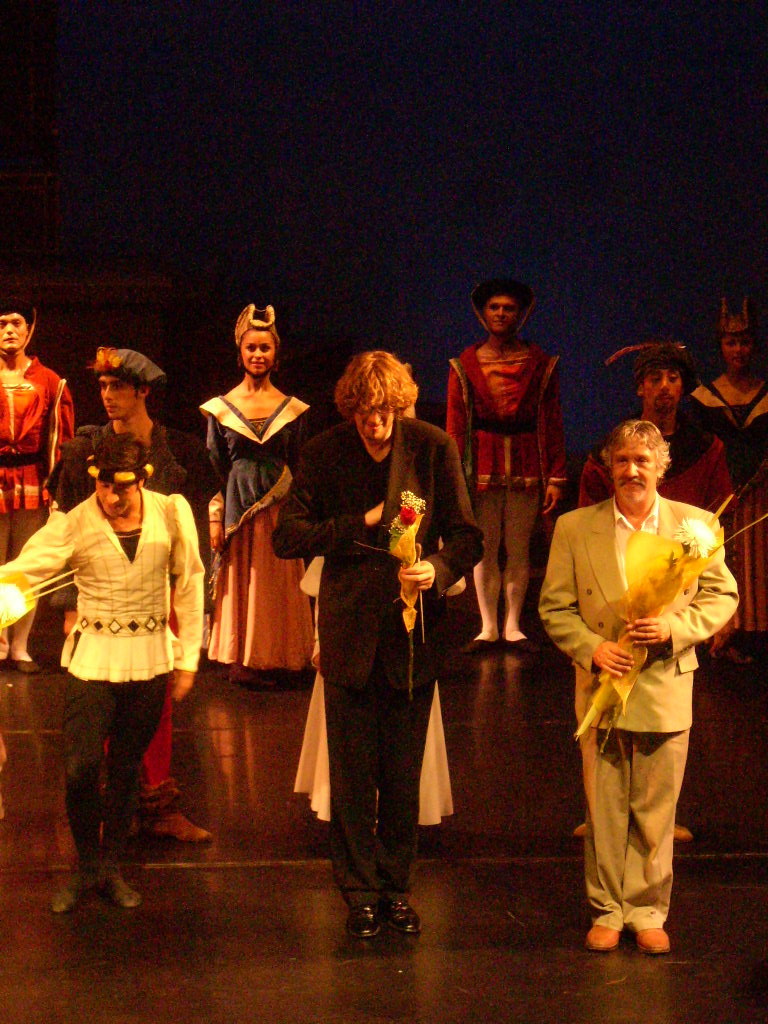
Michal Nesterowicz, exdirector titular de la OSCH

- Armando Carvajal (1941–1947)
- Victor Tevah (1947–1957)
- David Serendero (1967–1972)
- Victor Tevah (1977–1985)
- Francisco Rettig (1986–1989)
- Agustín Cullel (1991–1993)
- Irwin Hoffman (1995–1997)
- Juan Pablo Izquierdo (2000)
- David del Pino (2001–2006)
- Michal Nesterowicz (2008–2011)
- Leonid Grin (2013–2018)
- Rodolfo Saglimbeni (2019–presente)

## Artistas invitados
Aparte de los maestros que han asumido la titularidad de la dirección de la orquesta, renombrados compositores y directores nacionales e internacionales han tomado la batuta de la OSCH como directores invitados. Entre los primeros contamos a personalidades de la música internacional como Leonard Bernstein, Ígor Markévich, Sergiu Celibidache, Herbert von Karajan, Eugene Ormandy, Fritz Busch, Erich Kleiber, Tony Vernon y Malcolm Sargent. A ellos se suman los célebres compositores Igor Stravinsky, Paul Hindemith, Heitor Villa-Lobos y Aaron Copland, quienes dirigieron sus propias obras para el público chileno. Grandes intérpretes también se han sumado a las temporadas de la OSCH, como Enrique Soro, Juan Casanova Vicuña, David Serendero, Claudio Arrau y Pepe Romero.
A estas colaboraciones, debemos sumar el trabajo que la OSCH ha hecho por la música popular. En 1999 colaboró con el grupo de fusión rock Los Jaivas en la producción de su álbum Mamalluca, donde la dirección estuvo a cargo de Pedro Sierra, aunque por problemas contractuales la orquesta debió aparecer bajo otro nombre. Así mismo, la OSCH acompañó al músico británico Sting en su presentación en el LII Festival Internacional de la Canción de Viña del Mar.